# Mukwonago
Mukwonago est un village des comtés de Waukesha et de Walworth, dans l'État du Wisconsin, aux États-Unis. En 2020, il comptait une population de 8 262 habitants.